# Кама-Исмагилово
Ка́ма-Исмаги́лово (тат. Кама-Исмәгыйль) — село в Альметьевском районе Татарстана, административный центр и единственный населённый пункт Кама-Исмагиловского сельского поселения.

## География
Село находится в Восточном Закамье.

## История
По II ревизии (1747 г.) в деревне «Смаиловой, что на речке Каме» были учтены 26 душ мужского пола «иноверцев татар». Под названием «Кама» деревня отображена на карте Казанской и Осинской дорог Уфинской провинции, составленной в 1752—1755 годах геодезии прапорщиком Иваном Ляховым. Судя по материалам III ревизии (1762 г.) здесь проживали 58 душ ясачных татар, а также 35 душ бывших ясачных татар, перешедших в тептярское сословие и входивших в команду старшины Есупа (Юсупа) Надырова. Во время IV ревизии (1782 г.), материалы которой сохранились не полностью, в деревне «Исламово, Кама тож» насчитывалось 37 душ ясачных татар, а также 39 душ тептярей команды старшины Юсупа Надырова. 
В «Списке населенных мест по сведениям 1859 года», изданном в 1864 году, населённый пункт упомянут как казённая и башкирская деревня Камысмаилова 1-го стана Бугульминского уезда Самарской губернии. Располагалась при речке Камке, по правую сторону Казанского почтового тракта из Бугульмы в Чистое Поле, в 45 верстах от уездного города Бугульмы и в 15 верстах от становой квартиры в казённой и башкирской деревне Альметева (Альметь-муллина). В деревне в 130 дворах жили 1016 человек (486 мужчин и 530 женщин). Была мечеть.
По переписи 1897 года в деревне Камо-Измагилова Бугульминского уезда Самарской губернии проживали 1800 человек (898 мужчин, 902 женщины), все мусульмане.

## Население
Численность населения.
| 1746 | 1795 | 1859 | 1897 | 1910 | 1920 | 1926 | 1938 | 1949 | 1958 | 1970 | 1979 | 1989 | 2002 | 2010 |
| ---- | ---- | ---- | ---- | ---- | ---- | ---- | ---- | ---- | ---- | ---- | ---- | ---- | ---- | ---- |
| 47   | 328  | 1016 | 1849 | 2324 | 2319 | 2425 | 2045 | 1702 | 1666 | 1501 | 1168 | 639  | 681  | 659  |

| 2012 | 2013 | 2014 | 2015 | 2016 | 2017 |
| ---- | ---- | ---- | ---- | ---- | ---- |
| 664  | ↘657 | ↗675 | ↗690 | ↘686 | ↘681 |

Национальный состав
Согласно результатам переписи 2002 года, в национальной структуре населения села татары составляли 99 %.